# قمة الويب
مؤتمر قمة الويب (بالإنجليزية: Web Summit)‏ هو مؤتمر تقني يقام سنويا في لشبونة بالبرتغال، ويعد أكبر حدث تقني في العالم. تأسس المؤتمر سنة 2009 على يد كل من بادي كوسغريف ديفيد كيلي ودير هيكي، وكان يعقد في الأصل في دبلن بأيرلندا إلى غاية عام 2016، حيث انتقل بشكل دائم إلى لشبونة. يعتبر مؤتمر قمة الويب أكبر المؤتمرات التقنية في العالم.
تتمحور مواضيع المؤتمر حول حزمة بروتوكولات الإنترنت، التكنولوجيات الناشئة، ورأس المال المخاطر. شارك في المؤتمر رؤساء تنفيذيون، خبراء مشاهير، وسياسيون، مثل ستيفن هوكينج، إيلون مسك، آل جور، الأمين العام للأمم المتحدة أنطونيو غوتيريش، وآخرون. يتنوع شركاء المؤتمر مابين الشركات الكبرى والشركات الناشئة، كما نشارك فيه شخصيات من مختلف قطاعات ومستويات الصناعات التقنية في العالم.

## الشخصيات
| - ستيفن هوكينج - فرانسوا أولاند - جوزيف غوردون-ليفيت - لويس فيغو - مايك شكرويبر - كارلوس غصن - سارة بيري - روبرتو أزيفيدو - براد سميث - درو هوستون | - آل جور - رونالدينيو - مايكل ديل - دوراو باروسو - أنطونيو كوستا - موغنس ليكتوفت - موريس ليفي - بين فان بوردين - نيكو روسبيرغ - ويليام كلاي فورد الابن | - إيلون مسك - إيفا لانغوريا - هيلي لوف - توني بلير - أنطونيو غوتيريش - غاري كاسباروف - ألكسندر نيكس - بريان كرزانيتش - ستيف هوفمان - ليام كونينغهام | - ألكسندر وانغ - تيم درابر - بن سيلبرمان - مات بريتن - ميتشيل بيكر - إيميت شير - مارغريت فيستاغر - نادية سفاروفسكي - ميشيل بيلوسو - فلاديمير كليتشكو | - جون تشامبرز - هيلدر أنتونز - فيرنر فوغلز - نيكلاس زينشتروم - توني هوك - إدوين كاتمول - ويل شو - سيمون سيغارز - سليل شيتي - وايكلف جين |

## الشركاء
يتنوع شركاء المؤتمر مابين الشركات الكبرى، المؤسسات الحكومية، المنظمات الخيرية. وهم كالتالي : (ابتداء من 2019).
| - جوجل - أمازون - سيسكو سيستمز - مايكروسوفت - خدمات أمازون ويب - تي موبايل | - بنك السيليكون فالي - بنك الاستثمار الأوروبي - المفوضية الأوروبية - مرسيدس-بنز - بي إم دبليو - دي إتش إل إكسبريس | - آي بي إم - ساب إس إي - أكسنتشر - مؤسسة الشبكة العنكبوتية العالمية - ماكنزي - مؤسسة كالوست غولبنكيان | - إيكيا - سامسونج - كيه بي إم جي - تكنولوجيات ديل - بنك قطر للتنمية - ألتيس | - يونايتد هيلتكاير - سيمنز - فولكس فاجن - لوريال - زيروكس - بوكينج |